# Orchestra Sinfonica di Lahti

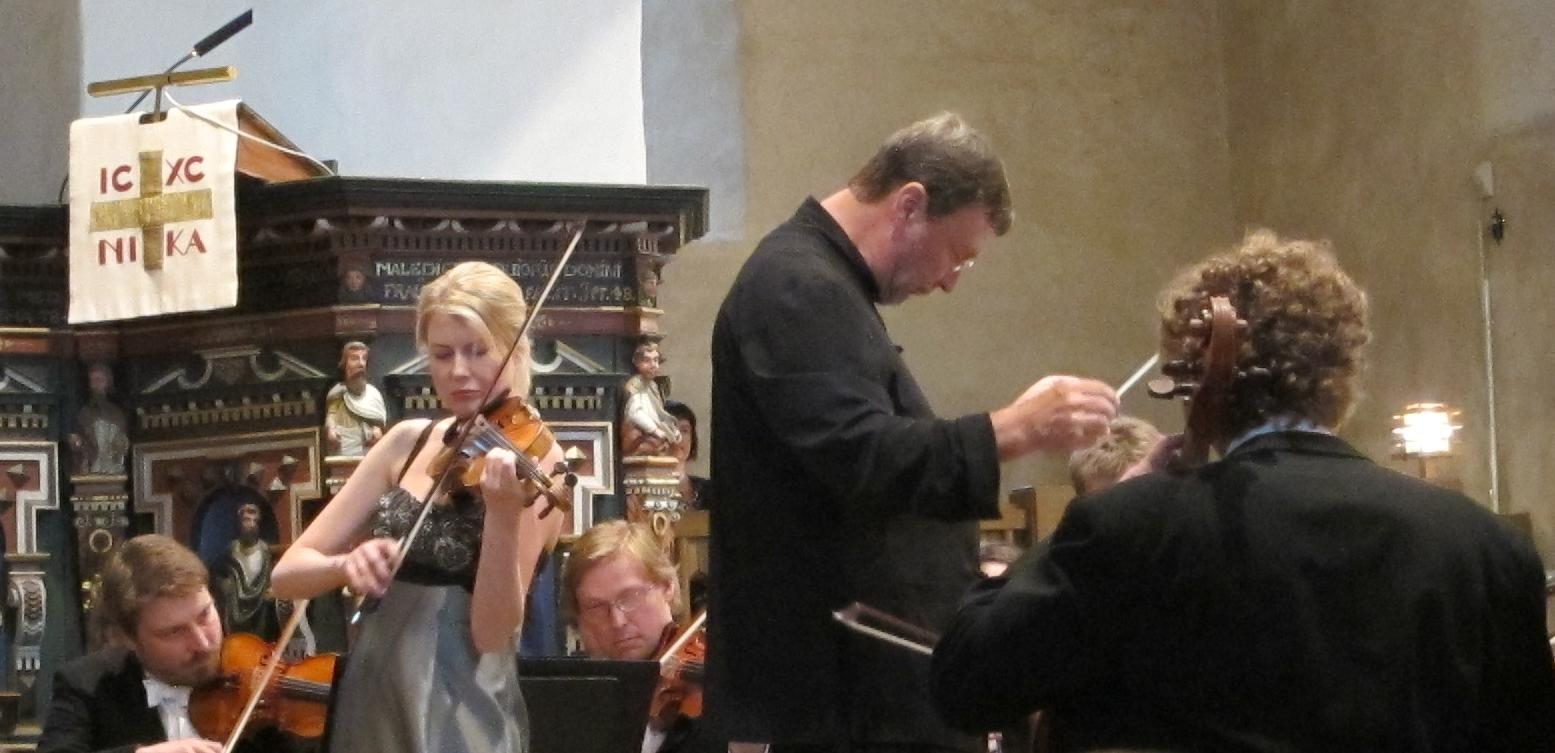
Il direttore Okko Kamu e la violinista Elina Vähälä durante un'esecuzione al Festival di Musica Naantali.

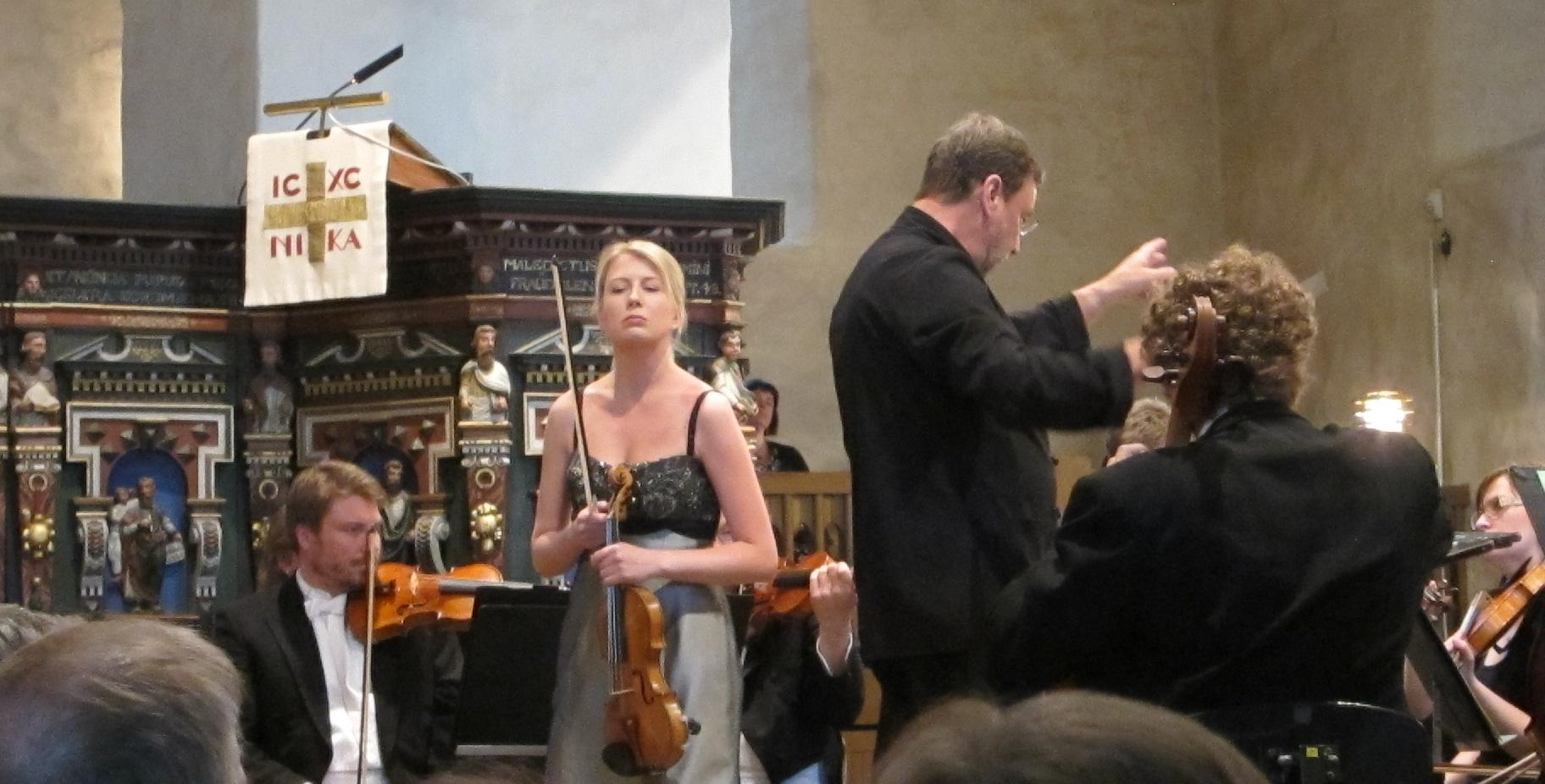
Il direttore Okko Kamu e la violinista Elina Vähälä durante un'esecuzione al Festival di Musica Naantali.

L'Orchestra Sinfonica di Lahti (Sinfonia Lahti) è un'orchestra finlandese, con sede nella città di Lahti. Venne fondata nel 1910 e posta sotto il controllo del comune di Lahti nel 1949. In Finlandia l'orchestra si esibisce nella Sibelius Hall, oltre che all'estero, nelle sale da concerto e festival. Kalevi Aho fu nominato compositore residente dell'orchestra nel 1992 sotto la cui direzione sono state registrate diverse delle sue recenti composizioni.

## Storia
In passato fra i principali direttori d'orchestra c'è stato Ulf Söderblom (1985-1988). Osmo Vänskä divenne direttore principale ospite dell'orchestra nel 1985, e direttore principale nel 1988. Durante il suo mandato sia lui che l'orchestra godettero di un vasto successo, in particolare con esecuzioni e registrazioni di Sibelius. Altre registrazioni di Vänskä e l'orchestra comprendono musiche di Robert Kajanus ed Einojuhani Rautavaara. Vänskä ha concluso il suo incarico come Direttore Principale nel 2008 ed è diventato Direttore Laureato dell'orchestra.
Jukka-Pekka Saraste lavorò come consulente artistico per l'orchestra da agosto 2008 a luglio 2011. Nel mese di aprile del 2009, l'orchestra annunciò la nomina di Okko Kamu come il suo prossimo direttore principale, a partire dall'autunno del 2011, dopo la conclusione del mandato di Saraste come consulente artistico. Il contratto iniziale di Kamu era fino alla primavera del 2014. Nel novembre 2012, l'orchestra annunciò l'estensione del contratto di Kamu fino alla fine del mese di luglio 2016, data alla quale Kamu ha concluso il suo incarico come direttore principale. Nel mese di agosto 2015, l'orchestra aveva annunciato la nomina di Dima Slobodeniouk come suo prossimo direttore principale, efficace nell'autunno del 2016, con un contratto iniziale di 3 stagioni.

## Direttori principali
- Martti Similä (1951-1957)
- Urpo Pesonen (1959-1978)
- Jouko Saari (1978-1984)
- Ulf Söderblom (1985-1988)
- Osmo Vänskä (1988-2008)
- Jukka-Pekka Saraste (consulente artistico 2008-2011)
- Okko Kamu (2011-2016)
- Dima Slobodeniouk (2016-2021)
- Dalia Stasevska (2021-attuale)

## Persone di spicco
- Antero Manninen (ex-Apocalyptica)